# Svantjärnarna (Arvidsjaurs socken, Lappland)
Svantjärnarna är en sjö i Arvidsjaurs kommun i Lappland och ingår i Byskeälvens huvudavrinningsområde.